# ニコライ・シーシキン
ニコライ・パブロヴィッチ・シーシキン (ロシア語: Николай Павлович Шишкин、1830年8月23日（ユリウス暦 8月11日） – 1902年11月24日（ユリウス暦 11月11日）)は帝政ロシアの政治家、1896年からの1897年にかけてのロシアの外相。ヤロスラヴリ生まれ。

## 略歴
1847年以降、ニコライ・シーシキンはヤロスラヴリ知事の事務所に勤務していた。1853年、彼は外務省のアジア部に勤務した、以後、ブカレスト総領事館勤務（1859年）、アドリアノープル総領事（1861年）、ベオグラード総領事（1863年）、セルビア総領事（1868年）を経験し、外交官としてアメリカ合衆国（1875年）、ギリシャ王国（1880年）、スウェーデン＝ノルウェー（1884年）への大使として派遣された。1891年以降、彼は外務大臣の補佐官を務めた。 1895年1月14日から外務省の暫定支配人となり、アレクセイ・ロバノフ＝ロストフスキーの病気と突然死ののち、彼の後継者と見なされ、1896年8月19日から1897年1月1日まで外務大臣を務めた。しかし、短期間務めただけでミハイル・ニコラエヴィッチ・ムラヴィヨフに道を譲った。1897年以降は現在の国会議員にあたる職にあった。1902年11月死去。
死後、ガッチナに埋葬された。

## 家族
妻は、ヴァーバラ・ニコラエヴナ・シャホフスカヤ（1835年-1910年）である。 